# Upsilon3 Eridani
Pour les étoiles possédant cette désignation de Bayer, voir Upsilon Eridani.
Désignations
Upsilon3 Eridani (υ3 Eri), également appelée par sa désignation de Flamsteed 43 Eridani,  est une étoile de la constellation de l'Éridan. Sa magnitude apparente est de 3,97. Beemim est le nom qui a été formellement adopté par l'Union astronomique internationale le 30 juin 2017.
Upsilon3 Eridani est une étoile géante rouge de type spectral K3,5III. D'après la mesure de sa parallaxe annuelle par le satellite Hipparcos, l'étoile est située à environ ∼ 296 a.l. (∼ 90,8 pc) de la Terre. Elle s'éloigne du Système solaire à une vitesse radiale de +24 km/s.